# 安斯·许特
安斯·许特（荷蘭語：Ans Schut，1944年11月26日—），生于阿珀尔多伦，荷兰女子速度滑冰运动员。她曾代表荷兰获得1968年冬季奥运会速度滑冰比赛女子3000米金牌。她在该届奥运会也参加了女子1500米比赛，获得第12名。